# قطار شهری دویسبورگ
قطار شهری دویسبورگ (آلمانی: Stadtbahn Duisburg) سامانه قطار سبک شهری و تراموا در دویسبورگ، آلمان است.
این قطار شهری که در سال ۱۸۸۱ پایه‌گذاری شده دارای ۳ خط، ۹۱ ایستگاه و ۶۰٬۷ کیلومتر طول است.